# Adhemarius donysa
Adhemarius donysa là một loài bướm đêm thuộc họ Sphingidae. Nó được miêu tả bởi Druce năm 1889, và được tìm thấy ở México.

## Sự miêu tả

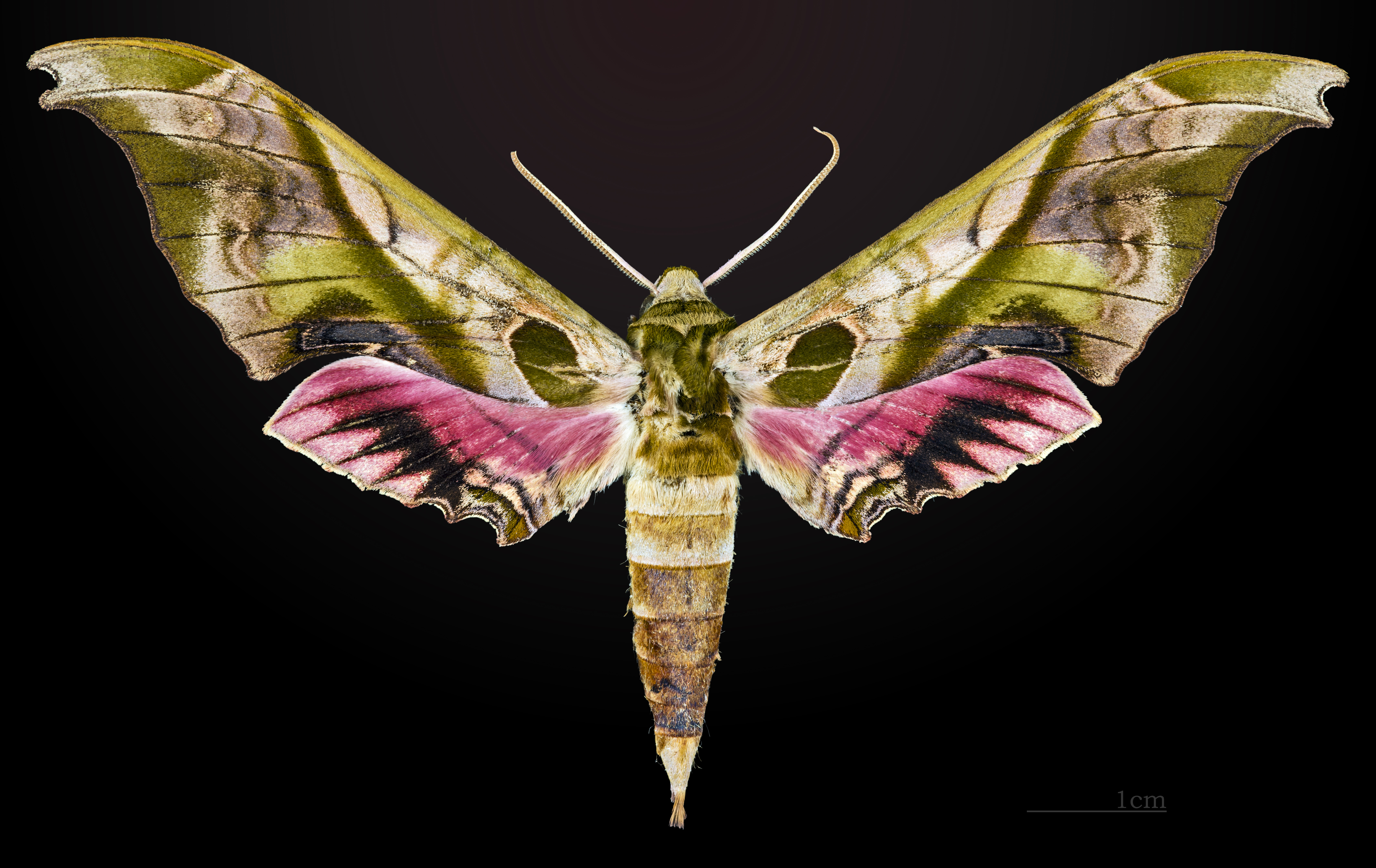
Adhemarius donysa ♂
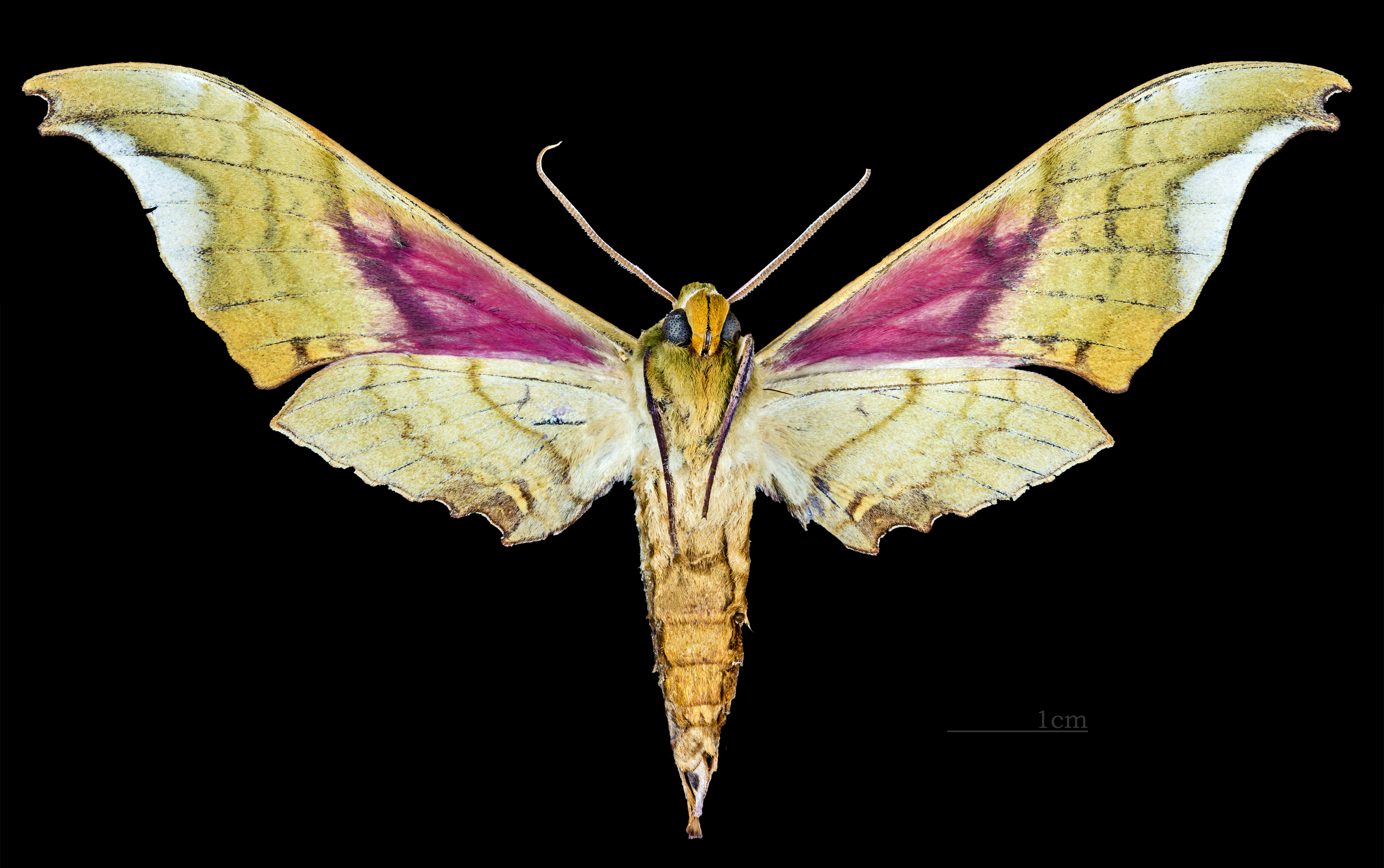
△ Adhemarius donysa ♂
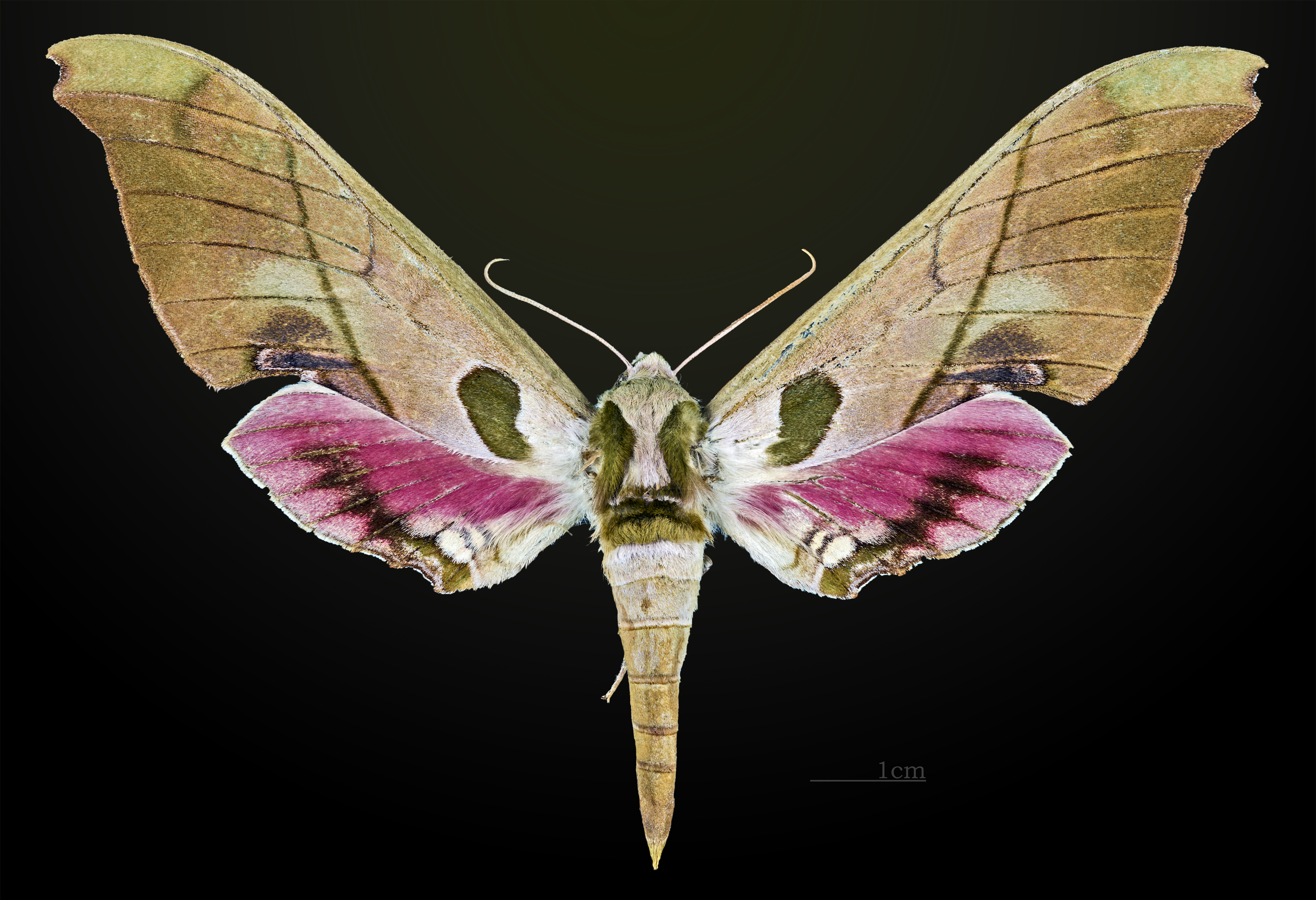
Adhemarius donysa ♀
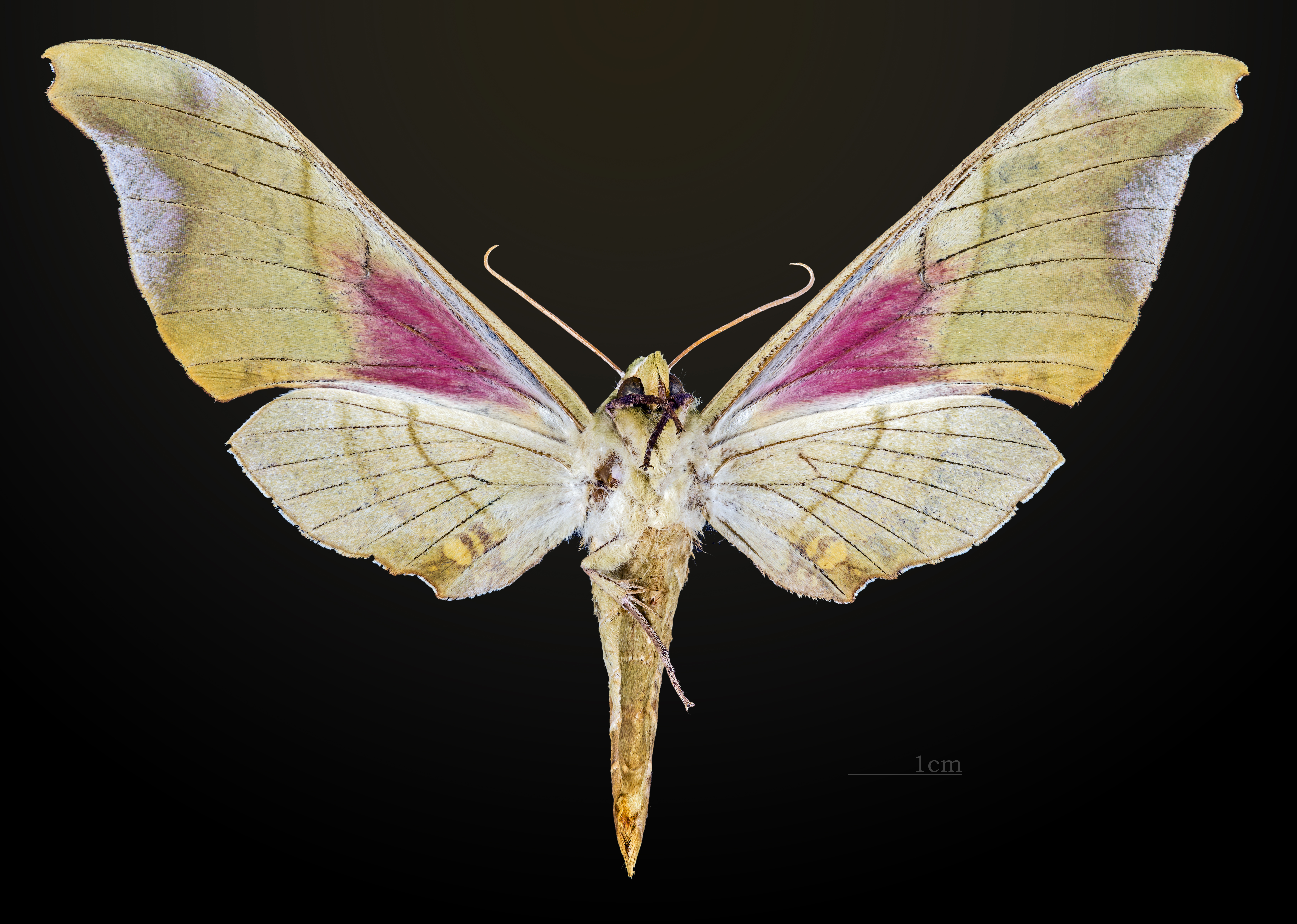
△ Adhemarius donysa ♀

## Sinh học
There are probably at least two generations per year.